# Varol Tasar
Varol Tasar (Waldshut-Tiengen, 4 ottobre 1996) è un calciatore tedesco, centrocampista dello Yverdon.

## Palmarès

### Club

#### Competizioni nazionali
- Coppa Svizzera: 1

Lucerna: 2020-2021